# Аккаржанка
Аккаржанка (укр. Аккаржанка) — река, которая впадает в Сухой лиман, протекающая по Беляевскому и Овидиопольскому районам (Одесская область).

## География
Длина — 39 км. Площадь водосборного бассейна — 160 км².
Русло умеренно-извилистое (в нижнем течении сильно-извилистое), летом пересыхает.
Река течёт с севера на юг (затем на юго-восток) сначала по Беляевскому затем Овидиопольскому району. Река берет начало возле села Березань (Беляевский район). Впадает в Сухой лиман (юго-западная часть) Чёрного моря между пгт Александровка и селом Малодолинское (Черноморский городской совет, бывший Ильичёвский). В месте впадения реки в лиман расположен Ильичёвский судоремонтный завод и порт Черноморск (Ильичёвск). Протекает через пгт Великодолинское.
В нижнем течении создано несколько прудов (в том числе так называемое Александровское водохранилище, что севернее Александровки).